# 23 Chełmski Oddział WOP
23 Chełmski Oddział WOP – jeden z oddziałów w strukturze organizacyjnej Wojsk Ochrony Pogranicza.

## Formowanie i zmiany organizacyjne
W 1957 na bazie Grupy Manewrowej i Samodzielnego Oddziału Zwiadowczego sformowano 23 Oddział WOP. Sztab i sekcję polityczną sformowano w oddziale dopiero w 1958.

Zgodnie z etatem czasu „P” nr 354/7, na dzień 1 sierpnia 1957 Oddział liczył 369 żołnierzy, a etat czasu „W” nr 0354/15 przewidywał 704 żołnierzy.
W 1959 nadano 23 Oddziałowi nazwę: 23 Chełmski Oddział WOP. W 1961 dowództwo posiadało kryptonim Regata.

W 1962 wprowadzono nowy plan mobilizacyjny PM–62. Zakładał on na wypadek wojny znaczne rozwiniecie jednostki. Zgodnie z etatem czasu „P”, na dzień 1 lipca 1965 Oddział liczył 391 żołnierzy, a etat czasu „W” przewidywał 1747 żołnierzy. W ramach zadań mobilizacyjnych oddział rozformowywał Graniczną Placówkę Kontrolną Terespol
Do 1 grudnia 1968 przeformowano 23 Chełmski Oddział WOP z etatu 354/25 na etat 33/15 o stanie osobowym 665 wojskowych i 18 pracowników cywilnych.

## Struktura organizacyjna
- dowództwo, sztab i pododdziały dowodzenia[3].
- dwie kompanie piechoty
- placówki WOP: Terespol, Włodawa, Dorohusk, Strzyżów, Dołhobyczów i Hrebenne
- graniczna placówka kontrolna (GPK): Dorohusk (kolejowa)

Struktura na dzień 31.12.1959
- 1 placówka WOP Hrebenne
- 2 placówka WOP Dołhobyczów
- 3 placówka WOP Strzyżów
- 4 placówka WOP Dorohusk
- 5 placówka WOP Włodawa
- 6 placówka WOP Sławatycze
- 7 placówka WOP Terespol
- 8 placówka WOP Janów Podlaski

Struktura batalionu i numeracja strażnic na dzień 1.01.1964.
- 1 placówka WOP nr 1 Hrebenne
  - przejście graniczne ruchu uproszczonego Hrebenne
- 2 placówka WOP nr 2 Dołhobyczów
  - przejście graniczne ruchu uproszczonego Dołhobyczów
- 3 placówka WOP nr 3 Hrubieszów
  - przejście graniczne ruchu uproszczonego Zosin
- 4 placówka WOP nr 4 Dorohusk
  - przejście graniczne ruchu uproszczonego Okop
- 5 placówka WOP nr 5 Włodawa
  - przejście graniczne ruchu uproszczonego Włodawa
- 6 placówka WOP nr 6 Sławatycze
- 7 placówka WOP nr 7 Terespol
- 8 placówka WOP nr 8 Janów Podlaski
- GPK kolejowa Dorohusk

## Sztandar oddziału
W 1964 społeczeństwo Chełma ufundowało oddziałowi sztandar. Wręczenia dokonał 17.05.1964 przewodniczący WRN Lublin Paweł Dąbek.

## Dowódcy oddziału
- płk Piotr Rogucki
- płk Eugeniusz Gumbarzewicz
- płk Kazimierz Zakrawacz